# Bundesrealgymnasium Krems

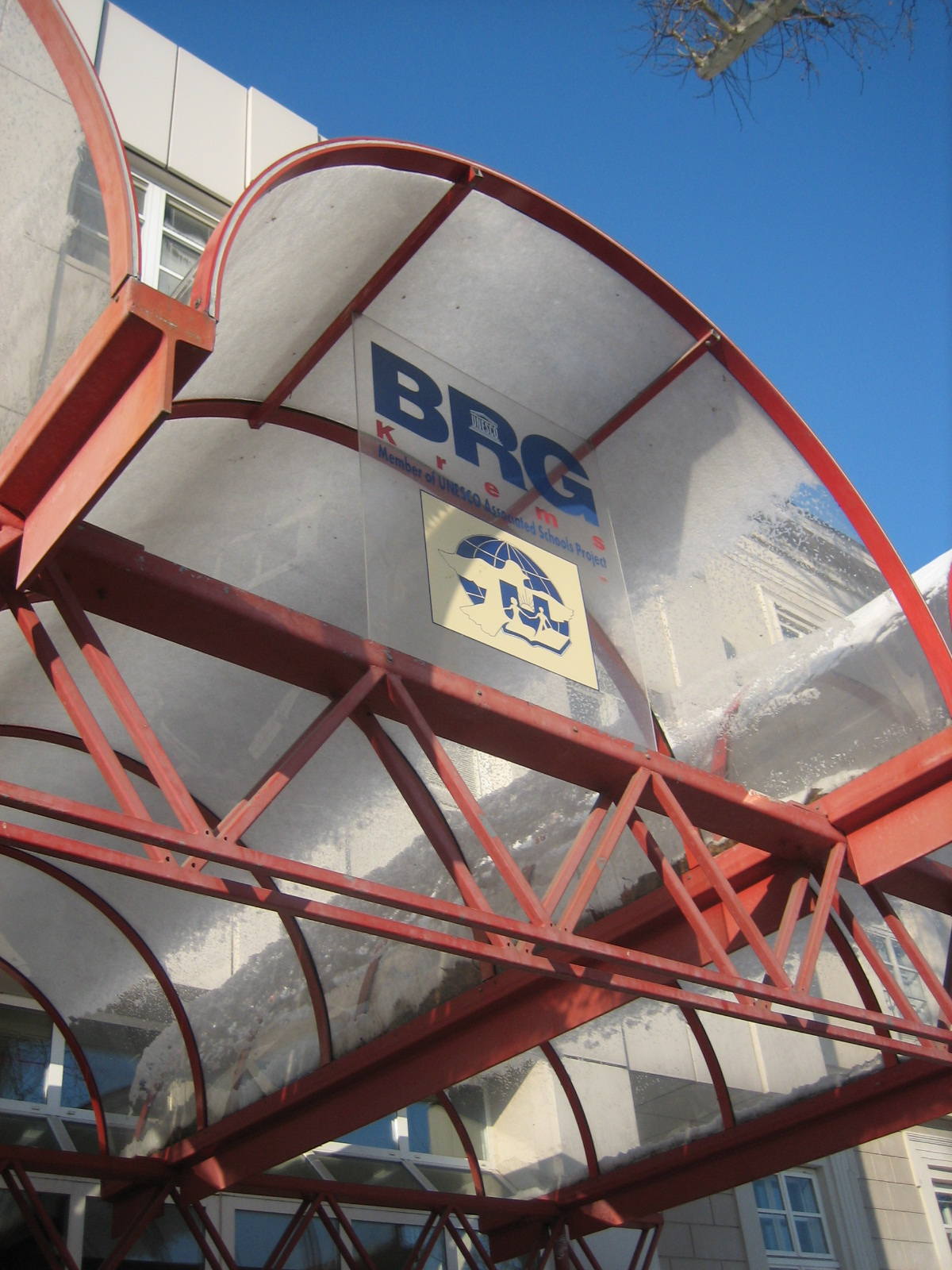
Schülereingang

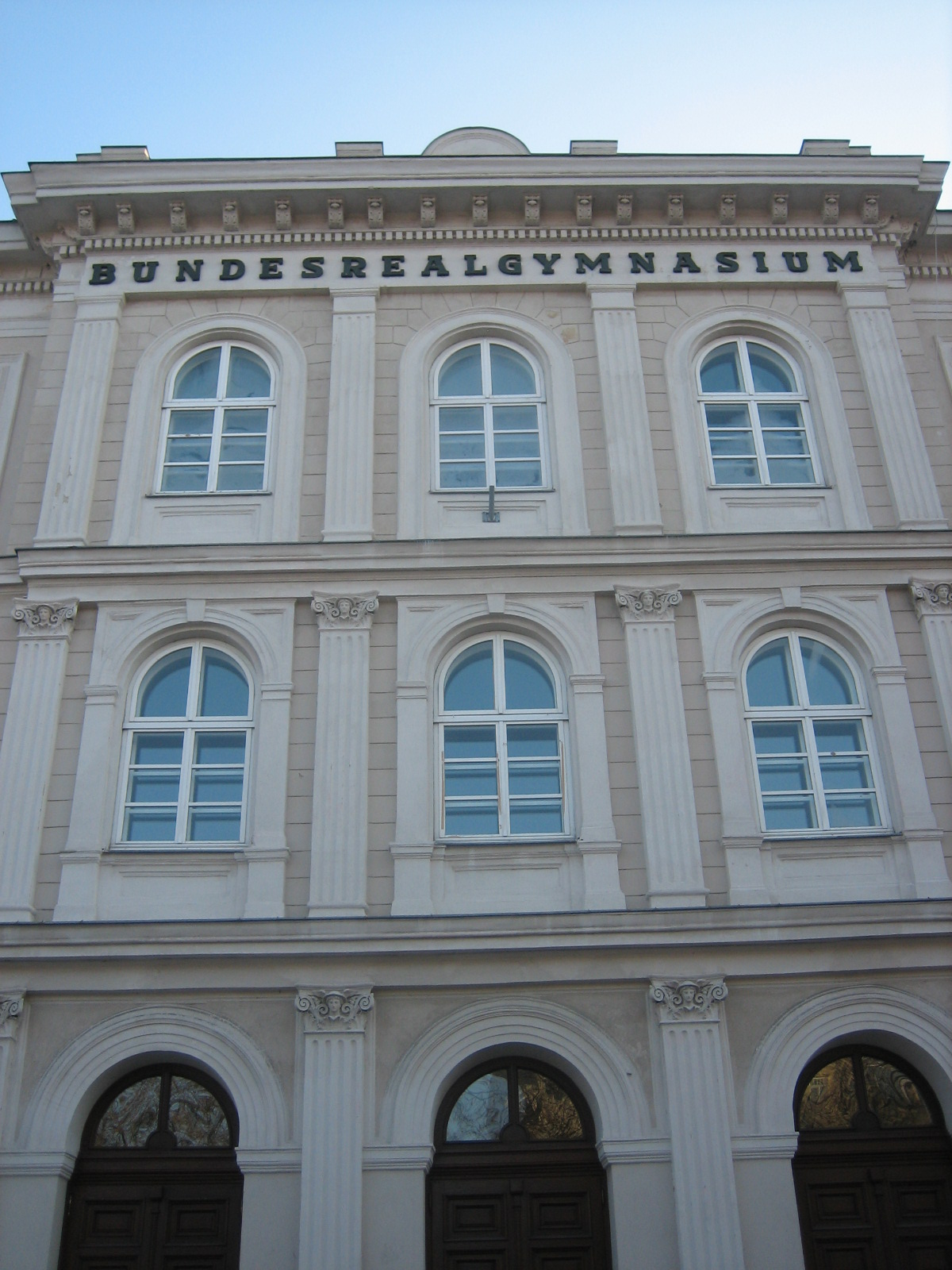
Ringstraßen-Ansicht

Das Bundesrealgymnasium Krems Ringstraße ist ein Bundesrealgymnasium in der Stadt Krems an der Donau. Es ist eine UNESCO-Schule.

## Geschichte
Davor befand sich an diesem Standort eine Realschule. Diese wurde am 15. September 1865 dort eingeweiht. Die im Herbst 1983 zur Erweiterung des Schulgebäudes begonnenen Baumaßnahmen wurden mit der Eröffnung des erweiterten Schulgebäudes am 17. September 1990 abgeschlossen.

## Gebäude
Das Schulgebäude besteht aus zwei Teilen. Während im Altbau die Sonderunterrichtsräume, wie Chemie- und Biologiesäle, untergebracht sind, ist die große Aula im Neubau ein Begegnungsraum für alle Schüler, wo auch kulturelle Schulveranstaltungen durchgeführt werden.

## Das BRG Krems als Mitglied des UNESCO-Schulprojekts
Als Mitglied im UNESCO-Schulprojekt versucht die Schule zur Verwirklichung der Ziele der UNESCO beizusteuern. Deshalb veranstaltet die Schule regelmäßig Schüleraustausche mit einer tschechischen Partnerschule. Ebenfalls sind Behinderte im Schulleben integriert und werden gefördert. Als Projekte organisierte die Schule ein Tropenwaldprojekt und veranstaltete eine Kunstauktion, deren Erlös den Opfern der Flutkatastrophe in Südasien 2004 zugutekam. Die Schule arbeitet mit dem Jugend-Rot-Kreuz zusammen und Schule nimmt an weiteren Projekten des Schulnetzwerkes teil.

## Bildungsmöglichkeiten
In der Unterstufe (erste bis vierte Klasse) haben die Schüler Englisch als erste Fremdsprache. In der dritten und vierten Klasse gibt es einen sprachlichen Zweig, in dem verstärkt Französisch als zweite Fremdsprache unterrichtet wird. Im anderen, mathematischen Zweig werden verstärkt Geometrisches Zeichnen und Mediendesign unterrichtet. In der Oberstufe (fünfte bis achte Klasse) kann man entweder Französisch weiterführend unterrichtet bekommen oder neu die Sprachen Latein oder Italienisch erlernen. In der Oberstufe gibt es außerdem acht Wahlpflichtstunden pro Woche. In der siebten Klasse müssen sich die Schüler zwischen der Fächerkombination Biologie und Physik und dem Fach Darstellende Geometrie entscheiden. Ebenfalls haben die Schüler die Wahl zwischen dem Fach Musik und Kunst.

## Bekannte Lehrer
- Otto Luhde (1874–1957), Wachaumaler
- Renate Seitner (* 1962), ehemalige Bundesrätin

## Bekannte Absolventen
- Michael Häupl (* 1949), Politiker (SPÖ)
- Gerhard Herndl (* 1956), Meeresbiologe
- Jack Hofer (* 1998), Schauspieler
- Josef Jahrmann (* 1947), Politiker (SPÖ)
- Robert Neumüller (* 1959), Kameramann, Regisseur und Drehbuchautor
- Alexander Spritzendorfer (* 1963), Politiker (Grüne)